# 時間迴旋
《時間迴旋》（Spin）是加拿大科幻小說作家羅伯特·查爾斯·威爾森的作品，於2005年出版，是羅伯特時間三部曲的第一部，其後的兩部分別是《時間軸》（Axis）及《時間漩渦》（Vortex）。

## 內容介紹
雙胞胎兄妹傑森和黛安與鄰居泰勒在十二歲的某晚，他們眼見眾星熄滅、月亮消失，翌日升起的是虛假的太陽，軌道上的人造衛星一夜間悉數墜落。不久人們了解到地球已被一層隔離層完全包住，隔離層之外時間正極速前進——此現象命名為「時間迴旋」（Spin），而太陽成為紅巨星的日子就在短短五十年之後。但即使如此，日夜交替、四季更迭一如往常，大部分的人們因而選擇在這個「變化不大的世界」繼續以往的生活。
在衛星通訊失效之後，傑森的父親艾德藉著浮空器掌握了通訊市場，並奠定了他在政經高層的地位。傑森憑藉出眾的才智成為科學家，進入父親門下的近日點基金會研究時間迴旋，以及不知是否存在的假想智慧生物。泰勒被艾德認定為傑森重要的、擔起保護任務的朋友，在艾德的獎學金下成為醫生，進入近日點基金會的診所工作，並成為傑森的主治醫師。黛安則加入新天國運動以信仰的力量面對末日的到來。
傑森曾說，時間迴旋隔離層應稱為時間迴旋透析模，因為它允許人造物體通過，卻阻擋了隕石與流星。近日點基金會——實質上取代了美國太空總署——便藉此尋求出路。很快地他們計劃改造火星，快速飛越的時間使火星地球化能在短期內成功，並將未來與希望寄託在火星的人類後代上。不過當發射計畫取得碩大的成功、殖民火星似乎成功的同時，火星也被時間迴旋透析模包住了。
但也就在同時，火星大使萬諾文秘密抵達地球，帶來了大量知識與領先數千年的生物科技，包括第四年期——火星的長壽療法，而這些卻由近日點基金會所掌握。萬諾文提出一項計畫，往宇宙散佈能在太空代謝繁殖、蒐集資訊的機械式生命，來代替人類探索假想智慧生物的真相。

## 獎項
- 2006年雨果奖最佳長篇小說[2]
- 2009年日本星雲獎最佳海外長編部門[3]

## 其它媒體
美國電影製作公司Olympus Pictures及Rob Morrow's Bits & Pieces Picture Co已於2008年購得時間迴旋的版權，並打算將故事搬上大螢幕，製作成電影，預計2010年上畫。台灣歌手伍佰亦表示，他的其中一張專輯太空彈是受到時間迴旋這本科幻小說啟發。